# Sebastjan Vogrinčič
Sebastjan Vogrinčič, slovenski nogometaš, * 7. avgust 1976.
Vogrinčič je nekdanji profesionalni nogometaš, ki je igral na položaju vezista. V svoji karieri je igral za slovenske klube Muro, Nafto Lendava in Muro 05 ter avstrijske Stegersbach, Schwanberg in Neuhaus/Klausenbach. Skupno je v prvi slovenski ligi odigral 204 tekem in dosegel 20 golov.